# Émile Delage
Camille Avrillon va ser un ciclista francès. Va destacar en el ciclisme en pista. Com amateur va aconseguir una medalla de plata al Campionat del món de velocitat de 1906, per darrere de l'italià Francesco Verri.